# Magra
Die Magra (zu Deutsch: Die Dünne oder das Niedrigwasser) ist ein Fluss, der durch die italienischen Regionen Toskana und Ligurien verläuft.

## Allgemeines
In der Antike hieß der Fluss Macra. Er ist Namensgebend für das Val di Magra und durchfließt die historische Region Lunigiana. Mit einer Abflussmenge von 60 m³/s an der Flussmündung ist die Magra der größte Fluss Liguriens.
Am 8. April 2020 stürzte die fast 300 Meter lange zumeist viel befahrene Brücke Albiano Magra über den Fluss bei Caprigliola ein. Aufgrund der Ausgangssperre zur Eingrenzung der COVID-Pandemie wurde lediglich ein Fahrer verletzt.

## Verlauf

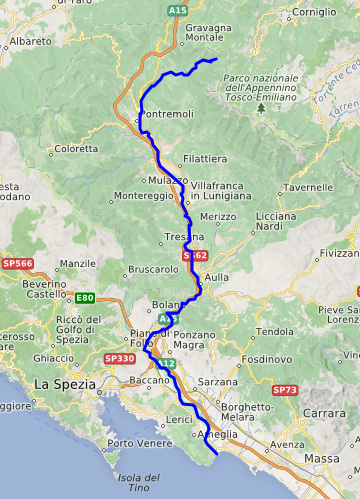
Flussverlauf

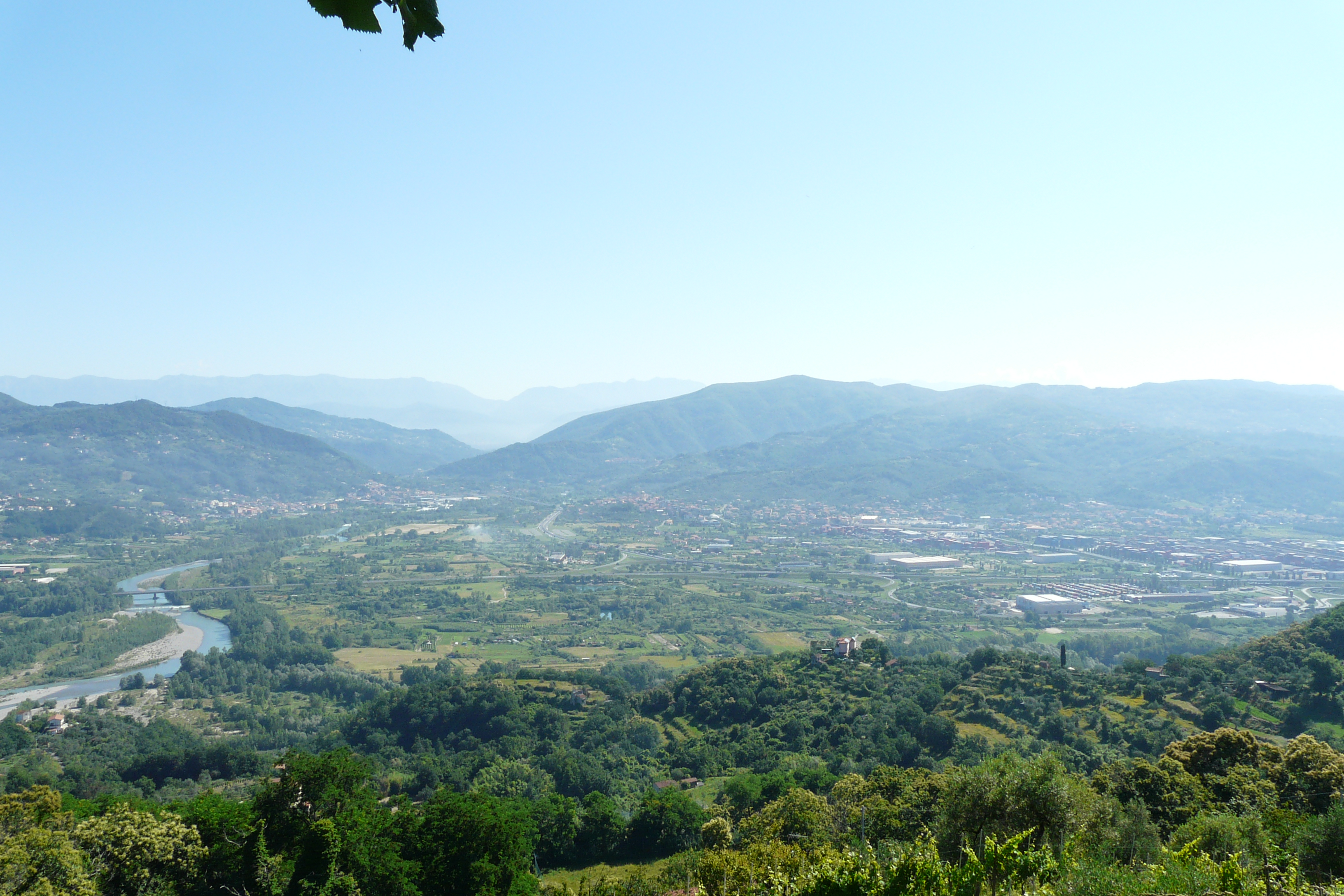
Flussebene am Zusammenfluss mit der Vara und Taleinschnitt zwischen Albiano Magra und Santo Stefano

Er entspringt in der toskanischen Provinz Massa-Carrara und mündet in der ligurischen Provinz La Spezia in Bocca di Magra (Ortsteil von Ameglia) in das Ligurische Meer. Er berührt oder durchfließt die Orte Pontremoli (236 Höhenmeter), Migliarina (179 m, Ortsteil von Filattiera), Villafranca in Lunigiana (130 m), Ponte Magra (125 m, Ortsteil von Mulazzo), Ca’ Rapetti (122 m, Ortsteil von Villafranca), Ponte (74 m, Ortsteil von Tresana), Terrarossa (74 m, Ortsteil von Licciana Nardi), Bagni (65 m, Ortsteil von Podenzana), Aulla (64 m). Danach wechselt er in die Provinz La Spezia (Ligurien) über und trifft auf Santo Stefano di Magra (50 m), Piano di Vezzano (14 m, Ortsteil von Vezzano Ligure), Piano di Arcola (Ortsteil von Arcola), Sarzana und Ameglia.
Die wichtigsten Nebenflüsse sind der Aulella (34 km Länge, fließt bei Aulla zu), der Bagnone (18 km, fließt bei Villafranca in Lunigiana zu), der Caprio (12 km, fließt bei Filattiera zu), der Vara (58 km, fließt bei Vezzano Ligure/Santo Stefano di Magra zu) und der Verde (18 km, fließt bei Pontremoli zu).

## Die Magra in der Literatur
Die Magra wurde von Dante Alighieri im Paradiso seiner Göttlichen Komödie (Paradies, 9. Gesang, 88–90) erwähnt.
- Di quella valle fu’ io litorano, tra Ebro e Macra, che per cammin corto parte lo Genovese dal Toscano
- dt. in der Übersetzung von Carl Streckfuß: Ich lebt’ an dieses großen Thales Rande, Zwischen Ebro und Macra, die, nicht lang, Trennt Genua’s Gebiet vom Tusker-Lande.[7] (Der Dichter spielt auf die auf halbem Wege zwischen Ebro und Magra liegende Stadt Marseille an)

## Weblinks

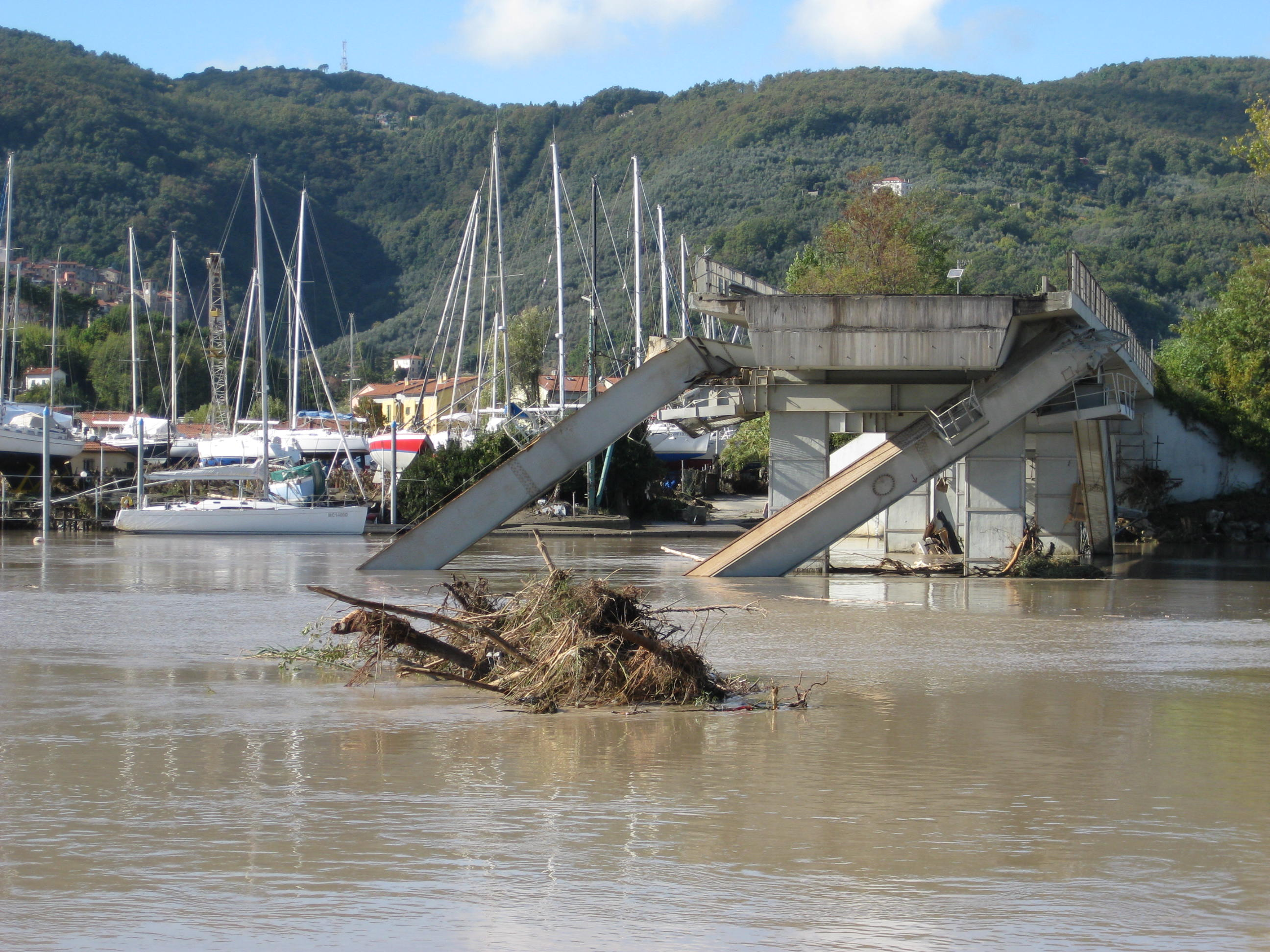
Fluss nahe der Mündung mit Brückeneinsturz bei Ameglia (2011)